# Serafino Cenci
Serafino Cenci (Roma, 20 de maio de 1676 - Roma, 24 de junho de 1740) foi um cardeal do século XVIII.

## Biografia
Nasceu em Roma em 20 de maio de 1676. De uma família antiga e nobre. Terceiro dos seis filhos de Francesco Cenci e Anna Giustina Ripa. Seu primeiro nome também está listado como Seraphino; e seu sobrenome Cencius; e como Cincius. Outros cardeais da família são Tiberio Cenci (1645), Baldassare Cenci, sênior (1695) e Baldassare Cenci, iuniore (1761).
Estudos iniciais em Roma, mais tarde, frequentou a Universidade La Sapienza, Roma, sob a orientação do famoso advogado Giuseppe Canuto; ele obteve o doutorado in utroque iure, direito canônico e civil, em 14 de maio de 1701.
Conservador de Roma, 1694. Prior dos Caporioni, 1696. Admitido na prelazia romana como referendário dos Tribunais da Assinatura Apostólica da Justiça e da Graça, 16 de junho de 1701. Relator do SS.CC. de Bom Governo e da Fábrica da basílica de São Pedro. Eleitor do Supremo Tribunal da Assinatura Apostólica de Justiça, janeiro de 1708. Tenente do auditor da Câmara Apostólica, outubro de 1712. Nomeado núncio em Nápoles pelo Papa Inocêncio XIII; por motivos urgentes e razoáveis, ele recusou a nomeação; um dos motivos era que ele não era suficientemente rico para ocupar decorosamente aquele posto. Auditor da Sagrada Rota Romana, setembro de 1724; tomou posse em 21 de março de 1725; ele ocupou o cargo por dez anos.
Recebeu as ordens menores, em 24 de novembro de 1726; o subdiaconato, 22 de dezembro de 1726; e o diaconato, 28 de dezembro de 1726.
Ordenado em 1º de janeiro de 1727. Prelado da SC da Visita Apostólica. Prelado do Reverendíssimo Fabrico de São Pedro e da Congregação das Visitas Prisionais. Auditor das causas da Câmara Apostólica. Nomeado regente da Penitenciária Apostólica em setembro de 1733.
Eleito arcebispo de Benevento em 18 de dezembro de 1733. Consagrado em 26 de dezembro de 1733, Roma, pelo cardeal Giovanni Antonio Guadagni, OCD, vigário geral de Roma. Ele recebeu o pálio em 20 de janeiro de 1734.
Criado cardeal sacerdote no consistório de 24 de março de 1734; com um breve papal de 30 de março de 1734, o papa enviou-lhe o barrete vermelho com seu sobrinho monsenhor Baldassare Cenci, futuro cardeal; recebeu o gorro vermelho e o título de S. Agnese fuori le mura, em 27 de junho de 1735. Morreu durante o conclave de 1740, que elegeu o Papa Bento XIV.
Morreu em Roma em 24 de junho de 1740, após longa doença, em Roma; sua saúde havia melhorado o suficiente naquela manhã para permitir que ele celebrasse a missa; mais tarde, ele foi encontrado morto em sua própria cama. Exposta na igreja de S. Tommaso de' Cenci, iuspatronato da sua família, onde se realizou o funeral a 26 de junho de 1740; após o funeral, seu corpo foi transportado e enterrado em seu título, S. Agnese fuori le mura, em frente ao altar de Nossa Senhora, sob uma lápide com suas armas cardeais e uma inscrição simples. Pediu que o seu coração fosse transferido para Benevento e colocado na capela que mandou construir para a conservação das Santas Relíquias, em sinal do particular carinho que sempre teve pela sua Sé. Em 17 de outubro de 1740, Domenico Antonio Manfredi, bispo de Boiana, foi nomeado vigário apostólico de Benevento.